# Афифе Жале
Афифе Жале (на турски: Afife Jale) е турска театрална актриса, известна като първата мюсюлманска актриса в театър в Турция.
Родена е като Афифе в Истанбул през 1902 г. в семейството на Хидайет и съпругата му Метие. Тя има сестра Бехие и брат Салах.

## Кариера
Афифе учи в Промишленото девическо училище в Истанбул, но иска да бъде актриса. В Османската империя на туркските жени не е позволено да играят на сцена чрез декрет на Министъра на вътрешните работи. Само жени немюсюлманки от гръцки, арменски или еврейски произход могат да играят.
Бащата на Афифе е против нейната театрална кариера, защото я смята за погрешна. По тази причина тя бяга от дома си. Започва да се обучава в театъра на новосъздадената градска консерватория. Консерваторията открива курс за обучение на жени-мюсюлманки за актриси с идеята да играят само пред женска публика.
Афифе дебютира на сцената през 1920 г. в ролята на „Емел“ от пиесата „Yamalar“, написана от Хюсеин Суат. Тя получава ролята след като арменката Елиза Бинемекиян заминава в чужбина. Афифе приема театралното име Жале за тази пиеса и оттогава е наричана Афифе Жале. Играейки на сцената на театър „Аполон“ в Кадъкьой Афифе Жале се превръща в първата жена-мюсюлманка, която играе в театър в страната. Налага се поне два пъти да бъде крита от нейни колеги актьори-немюсюлмани по време на полицейски проверки по средата на пиеси. Управата на консерваторията е предупредена за ограниченията, което води до освобождаването ѝ от театъра през 1921 г. След това играе в други театрални компании под различни сценични имена.
В резултат на това тя изпада във финансови трудности и започва да страда от силно главоболие. Пристрастява се към морфин, който доктора ѝ предписва за лечение.
През 1923 г. Кемал Ататюрк, основателя на новата турска република, премахва ограниченията от османската ера за актрисите-мюсюлманки. Това води до края на страховете на Афифе. Тя отново се присъединява към театъра и обикаля с неговата трупа Анадола. Нейното пристрастяване към морфина влошава здравето ѝ и води до пенсионирането от театъра.

## Семеен живот
Афифе Жале обеднява след напускането на театъра. През 1928 г. се запознава със Селахатин Пънар (1902 – 1960), музикант, който свири на турска тамбура, на концерт на османска класическа музика. Двамата сключват брак през 1929 г. и се местят в апартамент в квартал Фатих в Истанбул. Брачният им живот не върви добре и те се развеждат през 1935 г., когато зависимостта на Афифе от морфин повлиява негативно на брака им. Селахатин Пънар композира множество музикални произведения, които по-късно ще станат класически и които са свързани с отношенията му със съпругата му по време на брака им.
Загрижени за нейната зависимост от морфина, приятелите на Жале от консерваторията я водят в психиатричната болница Бакъркьой. Тя прекарва там последните години от живота си и умира там на 24 юли 1941 г. Мястото ѝ на погребение е забравено.

## Наследство
През 1987 г. журналистката Незихе Араз (1922 – 2009) пише пиесата „Афифе Жале“, която е играна в театъра и е сниман филм по нея.
Трагичният живот на Афифе Жале е показван два пъти на кино, първият път във филма от 1987 г. „Афифе Жале“, режисиран от Сахин Кайгън, а през 2008 г. във филма на Сейда Аслъ Кълъчкъран „Килит“,, като и в двата филма главната роля се изпълнява от Мужде Ар.
През декември 1988 г. се изпълнява сюитата за съвременен балет на Тургай Ерденер „Афифе“. Хореограф на сюитата е Бейхан Мърфи. Пиеса в две действия драматизира живота на Афифе в четири сцени с цветове – злато (младост), червено (борба), лилаво (пристрастяване) и сребро (смърт). Балетът е изпълнен отново през 2012 г. в операта Сюрейя в Кадъкьой.
През 2000 г. в продажба е пуснат музикалния албум „Афифе“, който съдържа класически музикални песни от сопраното Селва Ерденер, акомпанирана от симфоничния оркестър Чайковски на московското радио.>
През 2004 г. е излъчен документалния филм „Yüzyılın aşkları: Afife ve Selahattin“ на режисьора Кан Дюндар. В него е показан брака ѝ с Селахатин Пънар.
В предградието Ортакьой на квартал Бешикташ в Истанбул на нейно име е наречения местния културен център „Afife Jale Kültür Merkezi“ и театрална сцена „Afife Jale Sahnesi“.
От 1997 г. се раздава театралната награда „Афифе Жале“, създадена от застрахователна компания Япъ Креди Сигорта. Наградата се дава всяка година на театрални актьори.